# Gillyén Sándor
Gillyén Sándor (Erdély, 1799. – Pest, 1852. augusztus 18.) a pesti magyar színésztársaság tagja és súgója.

## Életrajza
Erdélyben született, 1817-ben kezdte színészi pályáját. Kisebb epizódszerepek eljátszásával bízták meg, legtöbbször azonban mint súgó működött. A legjobb vándortársulatoknál volt súgó, 1825-ben a pozsonyi országgyűlési előadásokon is részt vett. Kassán, Kolozsvárott, 1835-től 1837-ig pedig a budai Várszínházban lépett fel. Színjátékokban és operákban egyaránt dolgozott súgóként, amivel nagy népszerűségre tett szert. Dicsérte őt Déryné és Egressy Gábor is. 1837-től 1852-ig a Pesti Magyar, majd a Nemzeti Színház tagja volt. 35 évi működés után Pesten hunyt el 1852-ben, 53 éves korában.

## Munkái
- Magyar játékszíni Almanak. Kassa, 1829.
- Budai nemzeti játékszíni Zsebkönyv 1836-ra. Buda, 1836. (Budai nemzeti játékszíni Zsebkönyv 1837-re. Pest.)
- Pesti nemzeti játékszíni Zsebkönyv 1838-ra. Pest.
- Pesti nemzeti játékszíni Zsebkönyv 1839-re. Pest. (Nagy Ferencz súgóval együtt.)
- Pesti nemzeti játékszíni Zsebkönyv 1840-re. Buda.
- Magyar nemzeti szinházi Zsebkönyv 1841-re. Pest. (Keresztessy Ambrus súgóval.)
- Magyar nemzeti szinházi Zsebkönyv 1842-re. Pest. (Keresztessy Ambrus súgóval.)
- Magyar nemzeti szinházi Zsebkönyv 1843-ra. Kecskemét, 1842. (Keresztessy Ambrus súgóval.)
- Magyar nemzeti szinházi Zsebkönyv 1844-re. Pest, 1843.
- Magyar nemzeti szinházi Zsebkönyv 1845-re. Pest, 1844. (Gönczyvel és Rétyvel.)
- Magyar nemzeti szinházi Zsebkönyv 1846-ra. Pest.
- Magyar nemzeti szinházi Zsebkönyv 1847-re. Pest.
- Magyar nemzeti szinházi Zsebkönyv 1848-ra. Pest.
- Magyar nemzeti szinházi Zsebkönyv 1849-re. Pest.
- Magyar nemzeti szinházi Zsebkönyv 1850-re. Pest.
- Magyar nemzeti szinházi Zsebkönyv 1851-re. Pest, 1852. (A 9. és 11–15. sz. is Gönczy Sámuel súgóval együtt adta ki.)